# مملكة مروق يو
كانت مملكة مروق يو مملكة ساحلية مستقلة لأراكان لأكثر من 350 عامًا. كان مقرها في مدينة مروق يو، بالقرب من الساحل الشرقي لخليج البنغال. حكمت المملكة في الفترة من 1429 إلى 1785 ما يُعرف الآن بولاية راخين وميانمار وتقسيم شيتاغونغ في بنغلاديش. من عام 1429 إلى 1531 كانت خاضعة لسلطنة البنغال في فترات زمنية مختلفة. بعد حصولها على الاستقلال عن البنغال، ازدهرت بمساعدة المستوطنة البرتغالية في شيتاغونغ. في عام 1666، فقدت السيطرة على شيتاغونغ بعد حرب مع إمبراطورية المغول. استمر حكمها حتى القرن الثامن عشر، عندما سقطت في أعقاب غزو الإمبراطورية البورمية.
كانت موطنًا لسكان متعددي الأعراق، حيث كانت مدينة مروق يو موطنًا للمساجد والمعابد والأضرحة والمعاهد الدينية والمكتبات. كانت المملكة أيضًا مركزًا للقرصنة وتجارة الرقيق. كان يتردد عليها التجار العرب والدنماركيون والهولنديون والبرتغاليون.

## التاريخ

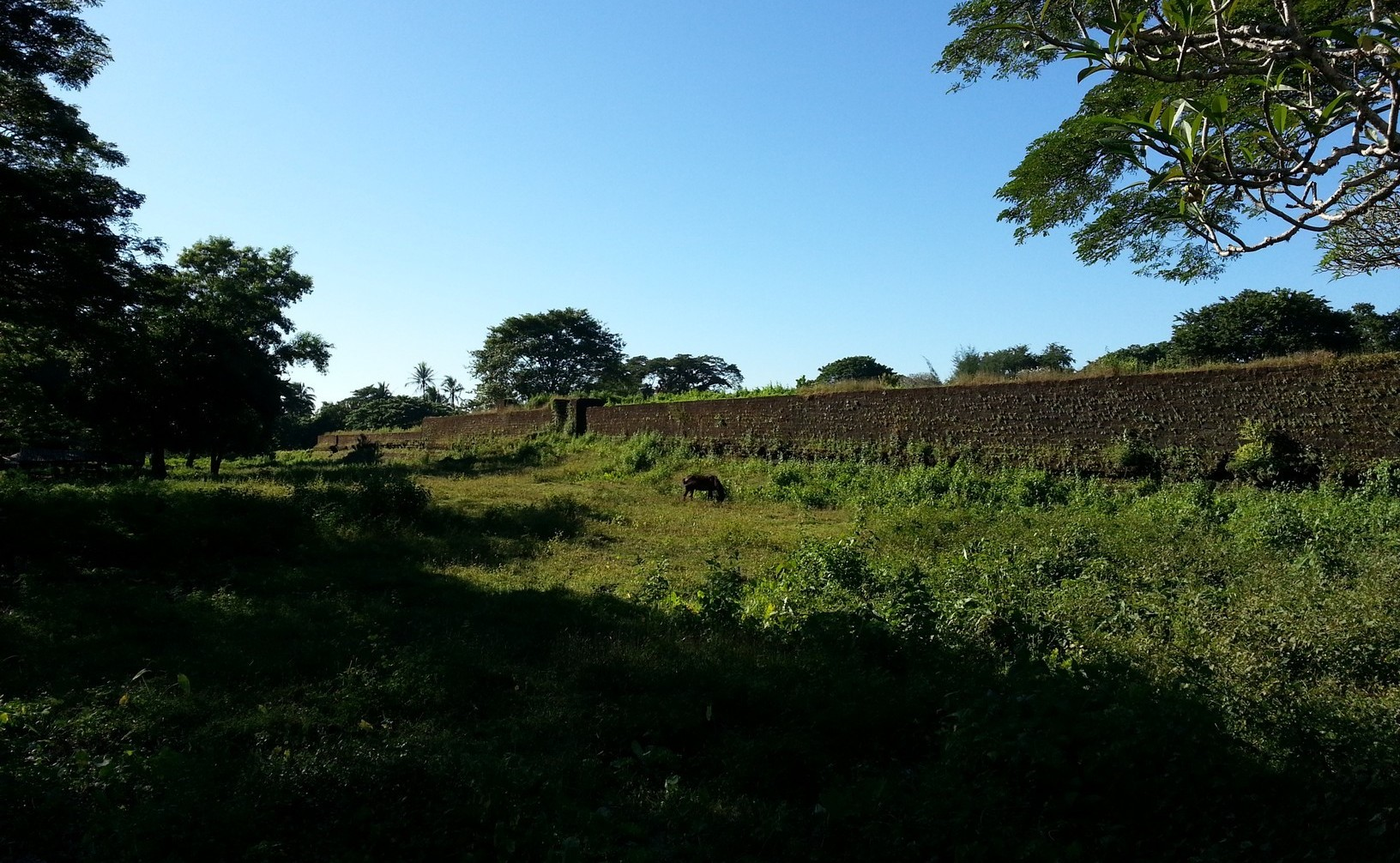
أسوار مدينة مروق يو

### مملكة لونجييت
على الرغم من أن ملوك أراكان قد أشادوا بسلالة باغان، إلا أن الجنوب كان في الغالب خاليًا من سيادة باغان وكان معزولًا إلى حد كبير عن بقية بورما. بعد فصل جبال أراكان عن باغان، تطورت أراكان بشكل أكثر استقلالية عن مناطق بورما الأخرى. انتقلت عاصمتها من تايبيكتونج إلى دينياوادي إلى فيسالي قبل القرن الحادي عشر، ثم إلى بينسا وبارين و هكريت في القرن الثاني عشر، مع انتقال العاصمة إلى بينسا مرة أخرى في 1180، ثم لونجيت في 1237. كان أراكان على اتصال وثيق مع البنغال، وكان على اتصال كامل بها حيث كانت تتوسع شرقاً. القبض البنغال ساتاجون وفي وقت لاحق سونارغون نحو بداية القرن 14، وخلال فترة حكم الملك مينهتي (1279-1374)، والبنغال غزوا أراكان عن طريق البحر، عن طريق الإغارة على نهر هينيا في شيتاغونغ.  بعد انهيار سلطة باغان وموت مينهتي، سقطت أراكان في فترة خلو العرش، وقام كل من البورمي والتالينج بغارات مستمرة. الملك الجديد الذي تولى السلطة في عام 1404، ناراميخلا، أطيح به على الفور من قبل قوات الملك البورمي بينسينغ مينجسوا، الذي استولى على لونجيت وأجبر ناراميخلا على الفرار إلى بلاط سلطنة البنغال في جور. خلال منفى ناراميخلا الذي دام 24 عامًا، أصبحت أراكان ساحة معركة واسعة لمملكة آفا ومملكة بيجو. نصب ملك آفا صهره على عرش أراكان، ومنحه لقب أنوارهتا. قبضت عليه قوات بيجو فيما بعد وأعدمته. انتهى الصراع على السلطة بظهور راجاديت على القمة، واستولى على تونغيت وعين حاكمه الخاص، الذي كان في السلطة حتى عام 1423.

### عهد ناراميخلا
بعد وفاة أحمد شاه عام 1426، تولى نجله نذير شاه عرش البنغال. بعد 24 عامًا من المنفى، استعاد ناراميخلا أخيرًا السيطرة على عرش أراكان في عام 1430 بمساعدة عسكرية من القادة البنغاليين والي خان وسندي خان. شكل البنغاليون الذين جاءوا معه مستوطناتهم الخاصة في المنطقة. تنازل ناراميخلا عن بعض الأراضي لسلطان البنغال واعترف بسيادته على تلك المناطق. تقديرا لمملكته و ولاية تابعة، تلقت ملوك أراكان ألقاب إسلامية، على الرغم من كونهم بوذيين، ووثقوا استخدام الدينار الذهبي الإسلامي النقود من البنغال داخل المملكة. قارن الملوك أنفسهم بالسلاطين وصنعوا أنفسهم على غرار حكام مغول الهند. كما وظفوا المسلمين في مناصب مرموقة داخل الإدارة الملكية.  صك ناراميخلا عملته الخاصة من جهة بالأبجدية البورمية وأبجدية فارسية من جهة أخرى. وظلت تحت سُلطة سلطان البنغال حتى عام 1531. 
أسس ناراميخلا مدينة مروق يو التي أعلنت عاصمة مملكة أراكان في عام 1431. مع نمو المدينة، تم بناء العديد من الباغودا والمعابد البوذية. العديد منهم لا يزال موجود، وهذه هي عامل الجذب الرئيسي لمروق يو. من القرن الخامس عشر إلى القرن الثامن عشر، كانت مروق يو عاصمة مملكة أراكان، والتي كثيرًا ما يزورها التجار الأجانب (بما في ذلك البرتغاليون والهولنديون). أصبحت مدينة مروق يو الذهبية معروفة في أوروبا كمدينة ذات روعة شرقية بعد أن زار الراهب سيباستيان مانريك المنطقة في أوائل القرن السابع عشر.[بحاجة لمصدر] رواية الأب مانريكي الحية عن تتويج الملك ثيري ثوداما عام 1635  وعن قصر راخين ومكائد المغامرين البرتغاليين تثير خيال المؤلفين اللاحقين. استند المؤلف الإنجليزي موريس كوليس الذي شهر مراكين وراخين بعد كتابه The Land of the Great Image: Being Experience of Friar Manrique in Arakan، مستندة إلى روايات الراهب مانريكي عن رحلاته في أراكان.

### الاستقلال عن البنغال

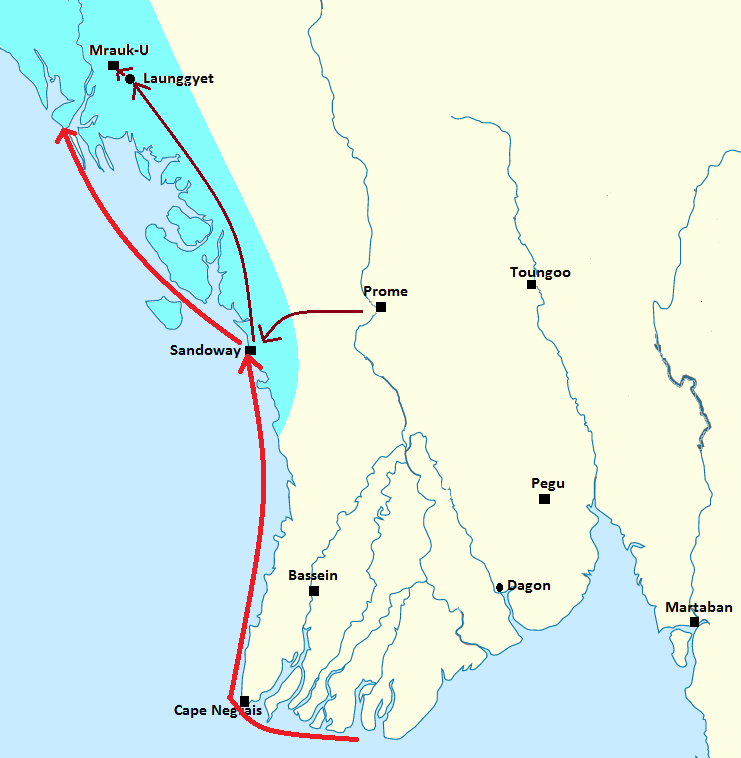
مسارات حرب تونغو – مروق يو

تولى الحكم بعد ناراميخلا أخيه، مين خيي علي خان (حكم 1434-1459)، الذي ضم ثاندوي ورومو في 1437  مع إلغاء الخضوع للبنغال في 1433 بعد وفاة السلطان جلال الدين محمد شاه. احتل با سو فيو كلمة شاه (خليفة مين خيي علي خان الذي حكم 1459-1482) شيتاغونغ في بداية عهده، تلك المدينة التي حافظت عليها أراكان حتى عام 1666. على الرغم من أن باربك شاه، سلطان البنغال الجديد، سمح للبنغال ببعض الاستقلال، ظلت أراكان تابعة للبنغال حتى عام 1531. وقد تولى بعد با سو فيو ابنه دوليا، الذي شن تمردا ضده عام 1482، وقام باغتاله. تبع ذلك سلسلة من الملوك الضعفاء، على الرغم من أنهم تمكنوا من التمسك بشيتاغونغ. ومع ذلك، في عام 1531، تولى مين بين العرش، مما عزز تحصينات مروق يو وقاتل ضد الغارات الساحلية من قبل القراصنة. كان مين بين مسؤولاً عن بناء معبد باغودا شويدونغ بالإضافة إلى معابد شيثونج ودوكانتين وليميثنا في مروق يو.
في عهد مين بين، تعرضت أراكان للهجوم من الشمال ومن الساحل ومن الشرق. في عام 1544، غزت جيوش الملك تابينشويهتي ملك بورما واستولت على ساندوي، لتبدأ الحرب بين تونغو ومروق يو. ومع ذلك، لم يتمكن من السير أكثر من ذلك، وبقي هناك لمدة عامين. وهكذا، أحضر مقاتلي تالينج وشان وأعاد تنشيط هجومه، وسار شمالًا إلى مروق يو.ومع ذلك، بمجرد وصوله إلى المدينة، تراجع تابينشويهتي، لأنه كان محميًا جدًا ولم يرغب في حصارها. من الشمال جاء رجا تويبرا، الذين سار حتى رامو. ومع ذلك، تم إبعاده، وعند استصلاح الأراكان لشيتاغونغ، ضرب مين بين من عملات معدنية باسمه الذي وصف بأنه سلطان. انتهى عهد مين بين عام 1553.

### تدخل برتغالي
حكم الملك مينيازجي (1593-1612). في عام 1597، انضم إلى إمبراطورية تونغو الأولى في حصارها لبيغو وطلب مساعدة الكابتن البرتغالي فيليبي دي بريتو لمساعدته في ذلك. رسوم الأراضي والسفن من شيتاغونغ، وسقطت المدينة في عام 1599. تم تعيين دي بريتو حاكمًا لثانلين من قبل مينيازاجي. ومع ذلك، فقد تخلص من سلطة الأراكان على المنطقة، وبدعم من جوا، أبعد العديد من هجمات أراكان. استغرق مينيازاجي ثلاث سنوات (1602-1605) لأخذ ساندويب من مانويل دي ماتوس ودومينغو كارفالو.
من 1531 إلى 1629، عمل غزاة الأراكانيون والقراصنة البرتغاليون الملاذات على طول ساحل المملكة وجلبوا العبيد من البنغال إلى المملكة. بعد العديد من الغارات على البنغال، زاد عدد العبيد في القرن السابع عشر حيث كانوا يعملون في مجموعة متنوعة من الصناعات في أراكان.   شمل العبيد أعضاء من طبقة النبلاء المغولية. كان سيد العول أحد العبيد الملكيين البارزين، وهو شاعر مشهور في بلاط الأراكان. عمل بعض منهم كتبة باللغة العربية، البنغالية، و الفارسية في قصور الأراكان، التي، على الرغم من بقاءها في الغالب بوذية، اعتمدت الأزياء الإسلامية من سلطنة البنغال المجاورة. فقدت أراكان السيطرة على نهاية الضفة الشرقية لنهر كالادان في جنوب شرق البنغال بعد غزو المغول لشيتاغونغ. في عام 1660، فر الأمير شاه شجاع، حاكم مغول البنغال والمدعي لعرش الطاووس، إلى أراكان مع عائلته بعد هزيمته على يد شقيقه الإمبراطور أورنجزيب خلال معركة خاجوا. وصل شجاع والوفد المرافق له إلى أراكان في 26 أغسطس 1660. حصل على حق اللجوء من قبل الملك ساندا ثوداما. في ديسمبر 1660، صادر ملك أراكان ذهب ومجوهرات شجاع، مما أدى إلى تمرد من قبل اللاجئين المغول الملكيين. وفقًا لروايات مختلفة، قُتلت عائلة شجاع على يد الأراكان، في حين أن شجاع نفسه ربما فر إلى مملكة في مانيبور. ومع ذلك، بقي أفراد من حاشية الشجاع في أراكان وتم تجنيدهم من قبل الجيش الملكي، بما في ذلك كرماة السهام وحراس البلاط. كانوا من عمال الملوك في أراكان حتى الفتح البورمي. واصل الأراكان غاراتهم على مغول البنغال. تمت مداهمة دكا عام 1625.
تم تصوير صورة ماهاموني بوذا، الموجودة الآن في ماندالاي، وتبجيلها على بعد 15 ميلاً من مروق يو حيث توجد صورة أخرى لبوذا ماهاموني محاطة بصورتين أخريين لبوذا. يمكن الوصول إلى مروق يو بسهولة عبر سيتوي، عاصمة ولاية راخين. من يانغون هناك رحلات جوية يومية إلى سيتوي وهناك قوارب خاصة صغيرة بالإضافة إلى قوارب عامة أكبر تبحر عبر نهر كالادان إلى مروق يو. وهي تبعد 45 ميلاً فقط عن سيتوي والساحل البحري. إلى الشرق من المدينة القديمة يوجد تيار كيسبانادي الشهير وبعيد نهر ليمرو. كانت منطقة المدينة بها شبكة من القنوات. يحتفظ مروق يو بمتحف أثري صغير بالقرب من موقع القصر، والذي يقع في وسط المدينة مباشرة. كعاصمة بارزة، تم بناء مروق يو بعناية في موقع استراتيجي من خلال تسوية ثلاثة تلال صغيرة. تقع المعابد في موقع استراتيجي على قمم التلال وتكون بمثابة حصون ؛ في الواقع تم استخدامها مرة واحدة على هذا النحو في أوقات اقتحام العدو. هناك خنادق وبحيرات صناعية وقنوات ويمكن أن تغمر المنطقة بأكملها لردع المهاجمين أو صدهم. هناك عدد لا يحصى من المعابد وصور بوذا في جميع أنحاء المدينة القديمة والتلال المحيطة. لا يزال بعضها يستخدم كأماكن للعبادة اليوم، والعديد منها في حالة خراب، وبعضها الآن أعيد إلى روعتها الأصلية.

### الغزو البورمي
غزت أسرة كونبونغ أراكان عام 1785، وفر ما يصل إلى 35000 شخص من ولاية راخين إلى منطقة شيتاغونغ المجاورة في البنغال البريطانية في عام 1799 هربًا من اضطهاد البامار وطلب الحماية في ظل الحكم البريطاني. 

## المعابد البوذية والمصنوعات اليدوية في مروق يو
- معبد شيت ثونج
- معبد هتوكانثين
- معبد ماها موني في دهانياوادي
- صورة ماهاموني بوذا، تم نقلها من أراكان إلى ماندالاي بواسطة ثادو مينسو

## فهرس
- Charney، Michael W. (1993). 'Arakan, Min Yazagyi, and the Portuguese: The Relationship Between the Growth of Arakanese Imperial Power and Portuguese Mercenaries on the Fringe of Mainland Southeast Asia 1517-1617.' Masters dissertation, Ohio University.
- Hall، D.G.E. (1960). Burma (ط. 3rd). Hutchinson University Library. ISBN:978-1-4067-3503-1.
- Harvey، G. E. (1925). History of Burma: From the Earliest Times to 10 March 1824. London: Frank Cass & Co. Ltd.
- Htin Aung، Maung (1967). A History of Burma. New York and London: Columbia University Press. مؤرشف من الأصل في 2022-04-19.
- Maung Maung Tin (1905). Konbaung Hset Maha Yazawin (بالبورمية) (2004 ed.). Yangon: Department of Universities History Research, University of Yangon. Vol. 2.
- Myat Soe, ed. (1964). Myanma Swezon Kyan (بالبورمية) (1 ed.). Yangon: Sarpay Beikman. Vol. 9.
- Myint-U، Thant (2006). The River of Lost Footsteps--Histories of Burma. Farrar, Straus and Giroux. ISBN:978-0-374-16342-6. مؤرشف من الأصل في 2022-08-18.
- Phayre، Lt. Gen. Sir Arthur P. (1883). History of Burma (ط. 1967). London: Susil Gupta.
- Encyclopædia Britannica. طبعة 1984. المجلد. السابع، ص. 76